# Melissa Schilder
Melissa Schilder (16 september 2005) is een Nederlands voetbalster die uitkomt voor PEC Zwolle in de Eredivisie.

## Carrière
Schilder maakte in 2021 de overstap naar het beloftenteam van PEC Zwolle. Hiervoor speelde ze haar gehele jeugd in de opleiding van het Zwolse CSV '28. Vanaf haar 12e jaar trainde ze mee met de jeugdteams van de Zwolse Eredivisionist. Vanaf de overstap trainde ze ook mee met de hoofdmacht van de club. Haar debuut kwam in de derby tegen FC Twente op 16 januari 2022. Ze kwam in de 83e minuut in het veld voor Marushka van Olst, de wedstrijd werd met 1–4 verloren.

### Carrièrestatistieken
| Seizoen                         | Club            | Land            | Competitie         | Competitie | Competitie | Beker | Beker | Internationaal | Internationaal | Overig | Overig | Totaal | Totaal |
| Seizoen                         | Club            | Land            | Competitie         | Wed.       | Dlp.       | Wed.  | Dlp.  | Wed.           | Dlp.           | Wed.   | Dlp.   | Wed.   | Dlp.   |
| ------------------------------- | --------------- | --------------- | ------------------ | ---------- | ---------- | ----- | ----- | -------------- | -------------- | ------ | ------ | ------ | ------ |
| 2021/22                         | PEC Zwolle      | Nederland       | Vrouwen Eredivisie | 2          | 0          | 0     | 0     | –              | –              | –      | –      | 2      | 0      |
| 2022/23                         | PEC Zwolle      | Nederland       | Vrouwen Eredivisie | 1          | 0          | 0     | 0     | –              | –              | –      | –      | 1      | 0      |
| 2023/24                         | PEC Zwolle      | Nederland       | Vrouwen Eredivisie | 0          | 0          | 0     | 0     | –              | –              | –      | –      | 0      | 0      |
| 2024/25                         | PEC Zwolle      | Nederland       | Vrouwen Eredivisie | 8          | 0          | 0     | 0     | –              | –              | 0      | 0      | 8      | 0      |
| Carrière totaal                 | Carrière totaal | Carrière totaal | Carrière totaal    | 11         | 0          | 0     | 0     | 0              | 0              | 0      | 0      | 11     | 0      |
| Bijgewerkt tot 22 december 2024 |                 |                 |                    |            |            |       |       |                |                |        |        |        |        |

## Interlandcarrière

### Nederland onder 17
Op 8 september 2021 debuteerde Schilder bij het Nederland –17 in een vriendschappelijke wedstrijd tegen België –17.
| Interlands van Melissa Schilder | Interlands van Melissa Schilder | Interlands van Melissa Schilder   | Interlands van Melissa Schilder | Interlands van Melissa Schilder | Interlands van Melissa Schilder |
| №                               | Datum                           | Wedstrijd                         | Uitslag                         | Soort Wedstrijd                 | Doelpunten                      |
| Als speelster bij PEC Zwolle    | Als speelster bij PEC Zwolle    | Als speelster bij PEC Zwolle      | Als speelster bij PEC Zwolle    | Als speelster bij PEC Zwolle    | Als speelster bij PEC Zwolle    |
| ------------------------------- | ------------------------------- | --------------------------------- | ------------------------------- | ------------------------------- | ------------------------------- |
| 1.                              | 8 september 2021                | België – Nederland                | 0 – 3                           | Vriendschappelijk               | 0                               |
| 2.                              | 2 oktober 2021                  | Nederland – Slovenië              | 3 – 0                           | Vriendschappelijk               | 0                               |
| 3.                              | 5 oktober 2021                  | Tsjechië – Nederland              | 1 – 1                           | Vriendschappelijk               | 0                               |
| 4.                              | 16 maart 2022                   | Nederland – Montenegro            | 11 – 0                          | Kwalificatie EK 2022            | 0                               |
| 5.                              | 19 maart 2022                   | Nederland – Italië                | 3 – 1                           | Kwalificatie EK 2022            | 0                               |
| 6.                              | 22 maart 2022                   | Portugal – Nederland              | 0 – 3                           | Kwalificatie EK 2022            | 0                               |
| 7.                              | 3 mei 2022                      | Bosnië en Herzegovina – Nederland | 0 – 8                           | EK 2022                         | 0                               |
| 8.                              | 9 mei 2022                      | Nederland – Denemarken            | 1 – 1                           | EK 2022                         | 0                               |
| 9.                              | 12 mei 2022                     | Spanje – Nederland                | 3 – 0                           | EK 2022                         | 0                               |
| 10.                             | 15 mei 2022                     | Frankrijk – Nederland             | 2 – 0                           | Play-off WK ticket              | 0                               |

### Nederland onder 16
Op 6 juli 2021 debuteerde Schilder bij het Nederland –16 in een vriendschappelijke wedstrijd tegen Denemarken –16.
| Interlands van Melissa Schilder | Interlands van Melissa Schilder | Interlands van Melissa Schilder | Interlands van Melissa Schilder | Interlands van Melissa Schilder | Interlands van Melissa Schilder |
| №                               | Datum                           | Wedstrijd                       | Uitslag                         | Soort Wedstrijd                 | Doelpunten                      |
| Als speelster bij PEC Zwolle    | Als speelster bij PEC Zwolle    | Als speelster bij PEC Zwolle    | Als speelster bij PEC Zwolle    | Als speelster bij PEC Zwolle    | Als speelster bij PEC Zwolle    |
| ------------------------------- | ------------------------------- | ------------------------------- | ------------------------------- | ------------------------------- | ------------------------------- |
| 1.                              | 6 juli 2021                     | Denemarken – Nederland          | 0 – 4                           | Vriendschappelijk               | 0                               |
| 2.                              | 12 juli 2021                    | Nederland – Zweden              | 5 – 0                           | Vriendschappelijk               | 0                               |